# 于德昌
于德昌（1506年—？），字子順，四川成都左護衛軍籍，華陽縣人，明朝政治人物。

## 生平
四川鄉試第四十四名舉人。嘉靖二十年（1541年）中式辛丑科會試第二百九十八名，登第三甲第一百九十二名。歷任户部郎，嘉靖三十一年（1552年）任直隸真定府知府，擢徐州兵備，陞河南參政。

## 家族
曾祖于師鑑；祖父于顒；父輝祖，府同知 進階知府。母羅氏。严侍下。弟于德佑（贡士。）